# Рио Негро
Рио Негро (шп. Río Negro, порт. Rio Negro — „Црна река“) река је на северу Јужне Америке дуга 2.253 km (са притоком Уаупес дужина јој је 2.400 km). Она је друга највећа притока Амазона.
Извире у југоисточном делу Гвајанских планина. Рио Негро даље тече ка југоистоку, пресецајући екватор, и улива се у Амазон узводно од града Манауса.

## Црне воде
Због значајног присуства органских киселина које у реку доносе кише са песковитих трулишта, воде реке Рио Негро су црне боје и релативно провидне. У њима нема хранљивих састојака, развој ларви комараца ту није могућ, па стога око реке нема маларије. После уливања у Амазон, воде реке Амазон су приметно млечно браон боје у наредних четрдесетак километара. Рио Негро је највећа река у свету овог типа.

### Горњи ток
Извор реке налази се у Колумбији у департману Гвајинија, где је ток познат под именом Гвајинија. Тече у правцу североистока кроз резерват Пујнавај, где пролази поред неколико мањих насеља попут Брухаса, Санта Розе и Табаквена. Након отприлике 400 km река представља границу између Колумбије и Венецуеле.
Пролазећи поред колумбијски насеља Тонина и Маканал, Рио Негро скреће на југозапад. На даљем току протиче кроз венецулески град Мароа, а око 120 km низводно прима реку Касикијару, са десне стране. Касикијара формира бифуркацију повезујући басене река Амазон и Орионоко.

### Средњи ток
Река даље наставља источним правцем кроз венецуелски град Сан Карлос де Рио Негро, највеће насеље на тој реци и колумбијски Сан Фелипе. У овом делу тока река прима бројне притоке са обе стране, проширује се и формира броја речна острва, карактеристична за амазонски слив. Након 260 килоематара пограничног тока, Рио негро протиче крај Пиједра де Кокуја, прекамбријског монаднока на тромеђи Бразила, Колумбије и Венецуеле.
Након ушћа реке Мари, корито Рио Негра се шири на бројним местима. Код места Мисау Боа Виста улива се река Исана, а код Сан Жоакима, утиче највећа притока Рио Негра — Ваупес. Река одатле скреће према истоку, прима неколико мањих притока и протиче крај трговачког града Сао Габријел де Кашоејра. У речном кориту низводно од поменутог града јављају се бројни брзаци и слапови, одакле Рио негро постепено улази у доњи ток.

### Доњи ток
Јужно од Манауса, Рио Негро се улива у реку Амазон. Након ушћа реке Мари, корито Рио Негра се шири на бројним местима. За време кишне сезоне, река плави околно земљиште у ширини и до 30 km. Од априла до октобра, формирају се бројне лагуне са острвима и уским каналима, богате живим светом.
Близу места Карвоејро, улива се једна од већих притока - Рио Бранко. Одатле Рио Негро скреће ка југоистоку и њено корито се шири све до града Манауса. Јужно од Манауса, Рио Негро се улива у реку Амазон.
Анавилханас национални парк који обухвата 350.018 хектара представља јединицу конзервације која је у својој основи била еколошка станица створена 1981. и штити делове Анавилханас реке архипелага у овом делу реке. Испод архипелага сусреће се са Солимоес реком како би оформила Амазон реку.

### Главне притоке
Списак главних притока Рио Негра (од ушћа навише)
| Лева притока     | Десна притока | Дужина (km) | Величина басена (km2) | Просечни проток (m3/s) |
| ---------------- | ------------- | ----------- | --------------------- | ---------------------- |
| Доњи Рио Негро   |               |             |                       |                        |
| Тарума-Асу       |               | 139         | 1.372                 |                        |
| Куиеирас         |               |             | 3.441                 | 144,2                  |
| Апуау            |               |             | 3.799,1               | 153,6                  |
|                  | Пудуари       |             | 3.411,5               | 128,6                  |
| Kаманау          |               |             | 11.832,2              | 408                    |
|                  | Жау           | 400         | 18.896,6              | 869,2                  |
| Жауапери         |               | 554         | 39.823,5              | 1.336,8                |
|                  | Унини         | 530         | 27.433                | 1.501,4                |
| Бранко           |               | 1.430       | 190.789,2             | 5.400                  |
| Жофари           |               | 311         | 12.590,5              | 446,6                  |
|                  | Кауарес       |             | 7.332,3               | 296                    |
| Демини           |               |             | 39.769,6              | 1.357,9                |
|                  | Куиуни        | 400         | 11.776,1              | 491,6                  |
| Игарапе Адајра   |               |             | 3.294,9               | 101,1                  |
|                  | Арарира       |             | 3.425                 | 114,6                  |
| Ерере            |               |             | 3.251                 | 115,7                  |
| Падауари         |               |             | 17.384                | 606,8                  |
| Дара             |               |             | 3.053,3               | 114,9                  |
|                  | Урубаши       | 250         | 6.855,9               | 311,6                  |
|                  | Ајуана        |             | 4.590,7               | 185,2                  |
|                  | Унејуши       |             | 12.474,7              | 488,3                  |
|                  | Теа           |             | 6.365,9               | 201,4                  |
| Марауја          |               |             | 6.712                 | 255,3                  |
| Игарапе Инамбу   |               |             | 4.618,8               | 140,6                  |
| Кауабури         |               |             | 12.139,3              | 442,9                  |
| Средњи Рио Негро |               |             |                       |                        |
|                  | Марие         | 800         | 25.378                | 1.186                  |
|                  | Курикуријари  |             | 14.202,2              | 916,8                  |
|                  | Уаупес        | 1.375       | 64.370,4              | 4.334,9                |
|                  | Исана         | 696         | 35.675,3              | 2.278,9                |
|                  | Шие           |             | 8.222                 | 488,1                  |
| Горњи Рио Негро  |               |             |                       |                        |
| Казикијари       |               | 354         | 42.478                | 2.575,8                |
|                  | Гвајинија     | 617         | 28.899,5              | 2.432,7                |

## Историја
Име реци дао је шпански истраживач Франсиско де Орелана, који ју је отркио 1541. године. Средином 17. века Језуити су се населили дуж њених обаламеђу бројна индијанска племена — Манау, Аруак и Трума. Након 1700. године долина реке Рио Негро била је стециште развоја ропства, а локално становништво озбиљно је десдетковано услед контакта са Европљанима и болестима које су са собом донели.
Фауна

## Флора и фауна
Назив Рио Негро у преводу значи „Црна река“, што потиче од њене боје, сличне јаком чају. Тамна боја потиче од хумусне киселине као последица непотпуног распада фенола из биљака у пешчаном наносу. Река је добила тај назив јер из даљине изгледа црно.
Рио Негро има веома висок степен разноврсности живог света. Око 700 врста риба је пронађено у басену а процењено је да укупан фонд износи између 800 и 900, укључујући скоро 100 ендемичних и неколико неописаних врста. Бројне врсте су веома цењене код аквариста, нарочито краљевска неонка (Раracheirodon axelrodi). Због бифуркације Касикијаре, многе рибе се могу наћи и у сливу Оринока и Амазона, али само поједине су прилагодљиве на једне и друге услове.